# Jonny Buckland
Jonathan Mark Buckland (Londra, 11 settembre 1977) è un polistrumentista britannico, noto per essere il chitarrista dei Coldplay.

## Biografia
All'età di quattro anni si è trasferito con la famiglia a Pantymwyn un piccolo paese vicino a Mold, nel Galles del Nord. Suo padre è un insegnante di biologia e chimica, mentre la madre si occupa di giovani disadattati. I suoi sogni infantili volgono lo sguardo verso lo Spazio: Jonny voleva intraprendere la carriera dell'astronauta.
Inizia, nel frattempo, a studiare la chitarra a undici anni sotto gli incoraggiamenti del fratello maggiore (appassionato dei My Bloody Valentine) con il quale scopre, fra gli scaffali impolverati del padre, i dischi di Eric Clapton e Jimi Hendrix, che, insieme a George Harrison, influenzeranno notevolmente lo stile del chitarrista dei Coldplay. È in questo periodo che sale per la prima volta sul palcoscenico con un gruppo rap che propone canzoni scritte da lui.
Suonare la chitarra si trasforma in una vera passione, quando ascolta gli Iron Maiden, combinando le sonorità del rock psichedelico con quelle del dark-punk e della discomusic.
All'University College di Londra, dove incontrerà Chris Martin, Will Champion e Guy Berryman, egli prosegue gli studi di astronomia e si laurea in matematica.

## Stile musicale
Lo stile di Buckland trae ispirazione dalla chitarra di The Edge degli U2, il quale presta particolare attenzione alla composizione del suono, dai vari amplificatori alla catena di effetti, ed è caratterizzato da una certa crudezza musicale. Lo stile di Buckland ha ispirato molti altri gruppi musicali ad adottare una tecnica simile, come il chitarrista dei The Fray, Joe King, i The Killers e Pat Monahan dei Train.

## Discografia

### Con i Coldplay
- 2000 – Parachutes
- 2002 – A Rush of Blood to the Head
- 2005 – X&Y
- 2008 – Viva la vida or Death and All His Friends
- 2011 – Mylo Xyloto
- 2014 – Ghost Stories
- 2015 – A Head Full of Dreams
- 2019 – Everyday Life
- 2021 – Music of the Spheres

### Collaborazioni
- 2003 – Ian McCulloch – Sliding (da Slideling)
- 2003 – Ian McCulloch – Arthur (da Slideling)
- 2004 – Jay-Z feat. Chris Martin – Beach Chair (da Kingdom Come)
- 2009 – Natalie Imbruglia – Lukas (da Come to Life)
- 2009 – Natalie Imbruglia – Fun (da Come to Life)